# Climate Change Science Program
O Climate Change Science Program (CCSP, Programa Científico sobre Mudança Climática) foi o programa responsável por coordenar e integrar as pesquisas a respeito do aquecimento global realizadsa por agências governamentais norte-americanas entre fevereiro de 2002 a junho de 2009. No final deste período, o CCSP publicou 21 relatórios de avaliação climática que diziam respeito a observações do clima, mudanças na atmosfera, mudança climática esperada, impactos e adaptação, e temas de risco. Pouco depois do presidente Obama ter assumido a presidência, o nome do programa foi mudado para U.S. Global Change Research Program (USGCRP, Programa de Pesquisa sobre Mudança Global dos EUA), que foi o nome do programa antes de 2002. No entanto, o governo Obama aceitou as produções do CCSP como pesquisas científicas fornecedoras de fundamentação para políticas ambientais. Uma vez que esses relatórios foram publicados após o Quarto Relatório de Avaliação do IPCC (Painel Intergovernamental de Mudança Climática), e em alguns casos focava-se especificamente nos EUA, eles foram geralmente tidos como tendo relevo e credibilidade científica comparável às avaliações do IPCC durante os primeiros anos do governo Obama.